# Carlos Manuel Escribano Subías
Carlos Manuel Escribano Subías (Carballo, 15 de agosto de 1964) é um bispo católico espanhol, atual arcebispo de Saragoça.

## Biografia
Filho de pais aragoneses. Ele nasceu em Carballo, província de La Coruña, porque seu pai estava estacionado lá. Pouco depois de seu nascimento, sua família mudou-se para Monzón, província de Huesca, onde passou sua infância. Ele estudou Ciências Empresariais na Universidade de Zaragoza. Mais tarde, entrou no Seminário Maior de Lleida. Estudou Teologia na Universidade de Navarra em Pamplona e foi enviado a Roma para completar os estudos, onde se formou em Teologia Moral na Pontifícia Universidade Gregoriana (1994-1996). Foi ordenado sacerdote em 14 de julho de 1996, permanecendo incardinado na Arquidiocese de Saragoça.

### Sacerdote
Estas são as posições que ele ocupou como sacerdote:
- Vigário paroquial na Basílica de Santa Engracia (Saragoça) (1996-2000)
- Pároco da Paróquia do Sagrado Coração de Saragoça (2000-2008)
- Patrono da Fundação Universitária San Jorge (2006-2008)
- Conselheira do Movimento da Família Cristã (2003-2010)
- Vigário Episcopal do Setor Centro da Arquidiocese de Saragoça (2005-2010)
- Professor no "Centro Regional de Estudos Teológicos de Aragão" (2005-2010)
- Conselheira da Delegação Episcopal da Família e da Vida (2006-2010)
- Conselheira da Associação Católica de Propagandistas de Saragoça (2007-2010)
- Patrono da Fundação San Valero (2008-2010)
- Pároco da Basílica de Santa Engracia (Saragoça) (2008-2010).

### Bispo
A 20 de julho de 2010 o Papa Bento XVI nomeou Bispo de Teruel e Albarracin em sucessão de Planes José Manuel Lorca tinha sido nomeado um ano antes bispo de Cartagena. Recebeu a ordenação episcopal na Catedral de Teruel no dia 26 de setembro de 2010 pelo cardeal Antonio María Rouco Varela, acompanhado do núncio Renzo Fratini e do arcebispo emérito de Zaragoza, Elias Yanes Alvarez.
A 21 de outubro de 2011 foi nomeado Capelão da Acção Católica Espanhola pela ccxxi Reunião da Comissão Permanente e a 26 de fevereiro de 2015 foi nomeado Capelão Nacional de Manos Unidas pela CCXXXIV Reunião da Comissão Permanente.
Em 13 de maio de 2016 foi nomeado bispo de Calahorra e La Calzada-Logroño.
Foi capelão nacional da Acción Católica Española (2011-2018). Representou a Conferência Episcopal Espanhola na XV Assembleia Geral Ordinária do Sínodo dos Bispos, realizada em outubro de 2018. É capelão de Manos Unidas desde 2010 e presidente da Comissão para os Leigos, Família e Vida da Conferência Episcopal Espanhola.

### Arcebispo
Em 6 de outubro de 2020 foi nomeado arcebispo de Zaragoza pelo Papa Francisco.

## Link Externo
- Catholic-Hierarch
- Diócesis de Teruel y de Albarracín